# Вон Хипел-Линдауова болест
Вон Хипел-Линдауова болест (ВХЛ) или вон Хипел-Линдауов синдром је редак генетски поремећај који се карактерише постојањем више хемангиома и циста висцералних органа, најчешће локализованих у мозгу и кичменој мождини, бубрезима, панкреасу, надбубрежним жлездама и репродуктивном тракту. ВХЛ је повезана са мутацијама ВХЛ гена на кратком краку хромозома 3p2526.  
Иако су тумори у начелу  бенигни (доброћудни или неканцерозни), неки од њих неки (као што су они у бубрезима и панкреасу) могу постати канцерогени. Хистолошки, ретинални хемангиоми су краниоспинални хемангиобластоми.

## Епидемиологија
Преваленција хетерозигота у целокупној популацији Источне Енглеске процењена је на 1:53.000, а међу живорођеним на 1:36.000  . Популационе студије у Немачкој процениле су учесталост болести на 1:38,951. Процењује се да у Пољској има око 1.000 пацијената са вон Хипел-Линдауовом болешћу  .

## Етиологија
Болест се наслеђује аутозомно доминантно. Повезан је са мутацијом заметне линије гена за супресор тумора који кодира вон Хипел-Линдау протеин на хромозому 3. Мутација у једном од алела је урођена, а симптоми постају очигледни када постоји соматска мутација у другом алелу. Овај механизам се назива губитак хетерозиготности, што потврђује Кнудсонову хипотезу. Код већине пацијената, конституцијска мутација ВХЛ гена је наслеђена од родитеља, де ново мутације су одговорне за приближно 15% случајева вон Хипел-Линдауовог синдрома. Мутације се ретко јављају у фази развоја ембриона. Тада је мутација присутан само у неким ћелијама пацијента (мозаицизам).
Постоје докази да полиморфизам гена циклин Д1 ( ЦЦНД1 ) на локусу 11к 13 може да модификује фенотип пацијената са мутацијом ВХЛ гена  .

## Патофизиологија
Протеински производ ВХЛ гена је дугачак 213 аминокиселинских остатака и функционише у комплексу са протеинима елонгин Б и елонгин Ц. Функција ВХЛ-елонгин Б-елонгин Ц (ВБЦ) комплекса је да везује специфичне протеине и да их убиквитинира (комплекс има активност Е3 лигазе). Утврђено је да су супстрати ВБЦ комплекса ХИФ1α и ХИФ2α протеини, као и атипична протеин киназа λ. Место везивања супстрата је β домен ВХЛ протеина (тада су протеини убиквитинирани и тако означени, разграђују се у протеазомима). ХИФ протеини су главни фактори транскрипције у ћелији у условима хипоксије. Они доприносе, између осталог, транскрипцији гена који кодирају факторе раста - ВЕГФ, ПДГФ, ТГФ-α . Када је парцијална концентрација кисеоника у ћелији тачна, ХИФ фактори се разграђују уз учешће ВБЦ комплекса. Мутација гена ВХЛ и дисфункција протеина, а последично и дисфункција ВБЦ комплекса, доводе до дисрегулације овог механизма; ХИФ фактори су активни без обзира на делимичну концентрацију кисеоника у ћелији, што доводи до прекомерне производње фактора раста. Ово је вероватно молекуларни механизам одговоран за абнормалну ангиогенезу у богато васкуларизованим туморима спектра вон Хипел-Линдауовог синдрома. Недавно је откривено да је супстрат ВБЦ комплекса атипична протеин киназа λ. Акумулација овог протеина доводи до прекомерне производње Б-јун фактора, који инхибира процес апоптозе у ћелијама из нервног гребена медуле надбубрежне жлезде . Претпоставља се да је ово један од молекуларних механизама патогенезе феохромоцитома код пацијената са вон Хипел-Линдауловом болести.

## Клиничка слика
ВХЛ карактеришу хемангиобластоми мозга, кичмене мождине и мрежњаче; бубрежне цисте и карцином бубрежних ћелија; феохромоцитом и параганглиом; цисте панкреаса и неуроендокрини тумори; тумори ендолимфне кесе; и цисте епидидима и широких лигамената. Како код ове болести долази до одређеног груписања тумора, то резултује означавањем специфичних ВХЛ фенотипова. Манифестације и тежина су веома варијабилне и унутар и између породица, чак и међу онима са истом патогеном варијантом .
Хемангиобластоми
Хемангиобластом централног нервног система (ЦНС) је прототипска лезија ВХЛ-а.  Вишеструки ЦНС тумори, који се јављају синхроно или метахроно, су чести. Отприлике 80% се развија у мозгу и 20% у кичменој мождини. Хемангиоми периферних нерава могу бити ретка манифестација. Неки хемангиобластоми не изазивају симптоме и откривају се само на снимању.
Обрасци раста хемангиобластома ЦНС могу бити слани (72%), линеарни (6%) или експоненцијални (22%). Повећан раст је био повезан са мушким полом, симптоматским туморима, цистама повезаним са хемангиобластомом и интрагеним делецијама ВХЛ заметне линије. Хемангиобластоми ЦНС-а остају главни узрок смрти, иако се преживљавање повезано са ВХЛ временом побољшало.
- Хемангиобластоми мозга. Унутар мозга, велика већина је инфратенторијална, углавном у хемисферама малог мозга. Стабљика хипофизе је најчешће место за развој супратенторијалних хемангиобластома код особа са ВХЛ.[6] Клинички симптоми зависе од локализације тумора: код инфратенторијалних тумора преовлађују главобоља, повраћање и поремећај хода или атаксија; са туморима изнад тенторијума, симптоми зависе од локације лезије.
- Хемангиобластоми кичме су генерално интрадурални, најчешће се јављају у цервикалним или торакалним регионима, а повремено могу захватити и целу кичмену мождину. Већина хемангиобластома кичме који изазивају симптоме су повезани са цистама/сирингомијелијом/сиринксом.[7] Хемангиобластоми кичме обично се јављају са болом; сензорни и моторички губитак може се развити са компресијом пупчане врпце.
- Хемангиобластом мрежњаче, који се понекад назива ретинални ангиоми, хистолошки је идентичан хемангиобластомима ЦНС-а. Они могу бити почетне манифестације ВХЛ-а и могу се појавити у детињству. Око 70% оболелих особа је идентификовано као да имају хемангиобластоме мрежњаче, са средњом старошћу детекције око 25 година. Тумори се најчешће налазе на темпоралној периферији мрежњаче са доводним и дренажним судовима који иду ка и од оптичког диска. Међутим, могу се развити у задњем полу (1%) и оптичком диску (8%).  Хемангиобластоми мрежњаче могу бити асимптоматски и могу се открити рутинском офталмоскопијом. Други имају дефект видног поља или губитак видне активности као резултат одвајања мрежњаче, ексудације или крварења. Тестови ретиналне функције могу бити абнормални чак и у присуству хемангиобластома ретине у мировању.[8] Док се чини да се број хемангиобластома ретине не повећава са годинама, вероватноћа губитка вида расте.[8]

Лезије бубрега
- Вишеструке и билатералне бубрежне цисте су честе код особа са ВХЛ.[9]
- Карцином бубрежних ћелија, посебно подтипа бистрих ћелија, који се развија или унутар цисте или у околном паренхима, јавља се код око 70% оболелих особа до старости од 60 година и водећи је узрок смртности код ВХЛ-а. Патогене варијанте у ВХЛ су најчешћи узрок карцинома бубрежних ћелија. Укупно преживљавање карцинома бубрежних ћелија код особа са ВХЛ повезано је са величином тумора и узрастом појединца.

Феохромоцитом
Феохромоцитом  може изазвати трајну или епизодичну хипертензију или не може изазвати знакове/симптоме. Због надзора код особа са ВХЛ, феохромоцитом повезан са ВХЛ је вероватније идентификован у млађој доби и случајно.  Феохромоцитоми могу бити једнострани или билатерални и често су мали и мултифокални. Обично су бенигни, али је пријављено малигно понашање.
Параганглиоми
Параганглиоми се могу развити дуж симпатичке осе у абдомену или грудном кошу.  Ови тумори су често нефункционални (тј. не луче катехоламине или друге хормоне).
Лезије панкреаса
- Цисте панкреаса. Већина лезија панкреаса су једноставне цисте и немају малигни потенцијал. Иако могу бити бројни код особа са ВХЛ, ретко изазивају ендокрину или егзокрину инсуфицијенцију. Повремено, цисте у глави панкреаса изазивају опструкцију жучи.
- Неуроендокрини тумори. 5%-17% особа са ВХЛ развија неуроендокрине туморе панкреаса. Обично нису хормонски активни и споро расту, али је примећено малигно понашање, посебно код тумора >2,7 цм. Тумори су описани од раног узраста, почев од друге деценије.

Тумори ендолимфне кесе
Ови тумоори се виде код отприлике 10%-16% особа са ВХЛ, ау неким случајевима унилатерални или билатерални губитак слуха је почетна клиничка манифестација ВХЛ-а. Почетак губитка слуха је обично изненадан; озбиљност варира, али је често озбиљна до дубока. Вртоглавица или тинитус могу бити почетна манифестација тумора ендолимфне врећице. Значајнији губитак слуха и већа величина тумора при презентацији су пријављени код особа са туморима ендолимфатичке кесе који нису повезани са ВХЛ него код особа са туморима ендолимфатичне кесе повезане са ВХЛ.Тумори великих ендолимфатичних кеса могу захватити друге кранијалне нерве. Тумори ендолимфне кесе су ретко малигни.
Епидидимални и широки лигаментни цистаденоми.
Епидидимални или папиларни цистаденоми су релативно чести код мушкараца са ВХЛ. Они ретко изазивају проблеме, осим ако су билатерални, у ком случају могу довести до неплодности. Еквивалентна, много ређа, лезија код жена је папиларни цистаденом широког лигамента. Оба ткива су мезонефричног порекла и вероватно су развојни остатак соматског губитка ВХЛ-а

## Дигагноза
Дијагноза ВХЛ се може поставити код пробанда према данским или холандским смерницама (видети табелу 1), или се молекуларна дијагноза може поставити идентификацијом хетерозиготних патогена (или вероватних патогена) варијанте ВХЛ на молекуларном генетском тестирању (видети табелу 2).
Табела 1.
| ВХЛ објављени дијагностички критеријуми | Клинички дијагностички критеријуми                                     | Клинички дијагностички критеријуми   | Манифестације везане за ВХЛ                      | Манифестације везане за ВХЛ                                             |
| ВХЛ објављени дијагностички критеријуми | Позитивна породична историја                                           | Нема познате породичне историје      | Укључено у сва 3 објављена критеријума           | Специфично за објављене критеријуме                                     |
| --------------------------------------- | ---------------------------------------------------------------------- | ------------------------------------ | ------------------------------------------------ | ----------------------------------------------------------------------- |
| Холандски критеријуми 1                 | 1 тумор повезан са ВХЛ И 1. или 2. степен сродника са дијагнозом ВХЛ   | ≥2 манифестације везане за ВХЛ       | - Ретинал ХБ - ЦНС ХБ - РЦЦ - Пхео - ПНЕТ - ЕЛСТ | - Параганглиома - Вишеструке цисте бубрега - Вишеструке цисте панкреаса |
| Дански критеријуми 2                    | ≥1 манифестација везана за ВХЛ И релативни 1. степен са дијагнозом ВХЛ | ≥2 ХБ ИЛИ 1 ХБ & 1 ВХЛ манифестација | - Ретинал ХБ - ЦНС ХБ - РЦЦ - Пхео - ПНЕТ - ЕЛСТ | Ниједан                                                                 |

Табела 2.
| Ген | Метод                                         | Пропорција пробанда са патогеном варијантом 2 која се може детектовати методом |
| --- | --------------------------------------------- | ------------------------------------------------------------------------------ |
| ВХЛ | Анализа секвенце 3, 4                         | ~85% 5, 6                                                                      |
| ВХЛ | Анализа делеције/дупликације циљане на гене 7 | ~10% 5, 6                                                                      |

Напомена:
(1) Према смерницама за тумачење варијанте АЦМГ/АМП, термини „патогена варијанта“ и „ вероватна патогена варијанта“ су синоними у клиничком окружењу, што значи да се оба сматрају дијагностичким и могу се користити за доношење клиничких одлука. Подразумева се да позивање на "патогене варијанте" укључује вероватне патогене варијанте. 
(2) Идентификација хетерозиготне ВХЛ варијанте неизвесног значаја не успоставља нити одбацује дијагнозу.

## Терапија
За сада су могућности каузалног лечења вон Хипел-Линдауове болести, односно генске терапије, само теоретске. Основа лечења је хируршко уклањање тумора.Отуда велики значај периодичних прегледа и тестова снимања. 
Бројна једињења која инхибирају ПДГФ, ВЕГФ и ТГФα рецепторе су у клиничким и претклиничким испитивањима. Два од ових лекова, сунитиниб и сорафениб, показали су обећавајуће резултате у лечењу метастатског карцинома бубрежних ћелија бистрих ћелија и одобрени су од стране Америчке администрације за храну и лекове за лечење узнапредовалог карцинома бубрежних ћелија  .

## Прогноза
Прогноза пацијената са vон Хипел-Линдауовом болешћу је уско повезана са узрастом у тренутку постављања дијагнозе и учесталошћу периодичних тестова. Пошто се болест јавља у породицама у приближно 97% случајева, могуће је поставити дијагнозу довољно рано. 
У студији на великој групи пацијената регистрованих на клиници у северозападној Енглеској, најчешћи узрок смрти била је компликација хемангиома малог мозга (47,7%), а просечан животни век био је приближно 41 годину  .